# Europas Forenede Stater
Europas Forenede Stater er en foreslået fremtidig føderation bestående af EU og andre europæiske lande.

## Eksterne links
- Victor Hugos åbningstale ved fredskongresesn i Paris, 21. august 1849 Arkiveret 12. juni 2010 hos  Wayback Machine (engelsk)
- Jürgen Habermas om Europas Forenede Stater Arkiveret 25. maj 2009 hos  Wayback Machine (engelsk)

| Politik | Spire Denne artikel om politik og ideologi er en spire som bør udbygges. Du er velkommen til at hjælpe Wikipedia ved at udvide den. |